# 勐腊獾蛛
勐腊獾蛛（学名：Trochosa menglaensis）为狼蛛科獾蛛属的动物。在中国大陆，分布于云南、广西等地。该物种的模式产地在云南、广西。